# كأس الدوري البرتغالي 2010–11
كأس الدوري البرتغالي 2010–11 (بالبرتغالية: Taça da Liga de 2010–11‏) هو موسم من كأس الدوري البرتغالي. أقيم بتاريخ 8 أغسطس 2010، وأشرف على تنظيمه Liga Portuguesa de Futebol Profissional ‏، وكان عدد الأندية المشاركة فيه 32، وفاز فيه .